# Chiesa dei Santi Vito, Modesto e Crescenzia (Belfiore)
La chiesa dei Santi Vito, Modesto e Crescenzia è un ex luogo di culto cattolico, di Belfiore, in provincia e diocesi di Verona.

## Storia
La chiesa dei Santi Vito, Modesto e Crescenzia esisteva già nel X secolo ed era di proprietà dei Canonici della Cattedrale di Verona. Fu riedificata nel XVI secolo.
Nel 1622 una piena dell’Adige portò l’allora parroco di Belfiore, don Antonio Martini, in accordo con i fedeli, a spostare la sede parrocchiale dalla chiesa della Madonna della Strà a questo luogo di culto.
Alcune notizie ci sono note dalle visite pastorali del Vescovo di Verona Gianfrancesco Barbarigo avvenute nel 1699 e nel 1704. Sappiamo che fu celebrata la Santa Messa e si pregò per i defunti nel vicino cimitero. Il Vescovo ordinò, tra le varie cose, di ridipingere il tabernacolo ligneo, mentre viene descritta la presenza del fonte battesimale in un angolo della chiesa.
In occasione della napoleonica Battaglia del ponte di Arcole (15-17 novembre 1796) la chiesa non fu saccheggiata (fu rubato solo il vaso dell’Olio Santo), mentre fu distrutta l’antica chiesa di San Salvatore in Zerpa, incendiati o lacerati i libri e i registri dell’archivio parrocchiale e saccheggiata tre volte la canonica dove abitava il parroco don Francesco Farsaglia. Fu il sacerdote a decidere di trasportare provvisoriamente a San Vito la statua della Madonna della Strà per evitare distruzioni o manomissioni alla fine di ottobre del 1805. Fu riportata al Santuario il 25 maggio 1806.
Il 6 maggio 1811 i fedeli belfioresi iniziarono il rifacimento della loro chiesa parrocchiale. I lavori durarono undici mesi e devono essere stati di una certa importanza visto che il 12 aprile 1812 il Vescovo di Verona Innocenzo Maria Liruti inaugurò e consacrò il luogo di culto.
Il 9 giugno 1940 fu nominato nuovo parroco di Belfiore don Luigi Bosio, oggi venerabile. 
La sua decisione di costruire una nuova grande chiesa parrocchiale in quanto la chiesa dei Santi Vito, Modesto e Crescenzia era da lui ritenuta piccola per contenere i fedeli e non adeguata per la liturgia in quanto la casa di Dio doveva essere la più bella, portò dal 1947 all’abbandono del luogo di culto.

## Descrizione

### Esterno
La facciata a salienti, rivolta verso occidente, presenta un portale rettangolare, elevato di qualche gradino, tra due coppie di lesene su piedistalli. In alto la facciata è chiusa dal timpano triangolare, mentre due timpani spezzati coronano le sezioni laterali della facciata, corrispondenti alle cappelle laterali interne.

### Interno
La chiesa è ad aula unica con due cappelle laterali per lato, aperte sulla navata con un arco a tutto sesto. Alcune finestre rettangolari in alto introducono luce naturale nell’aula.
Il presbiterio è a base rettangolare e abside semicircolare. Da una foto d’epoca si nota l’altare maggiore marmoreo, con balaustre, il catino absidale dipinto e una pala in fondo all’abside.
Anche all’interno della chiesa sono presenti lesene che sostengono una cornice che segue il perimetro della chiesa.
Nella chiesa era presente il quadro di Paolo Farinati raffigurante la Madonna di Belfiore, oggi nell'abside della nuova parrocchiale, e le due tele restaurate nel 2013 e collocate nella cappella feriale "Studium Pietatis".

## Campanile e campane

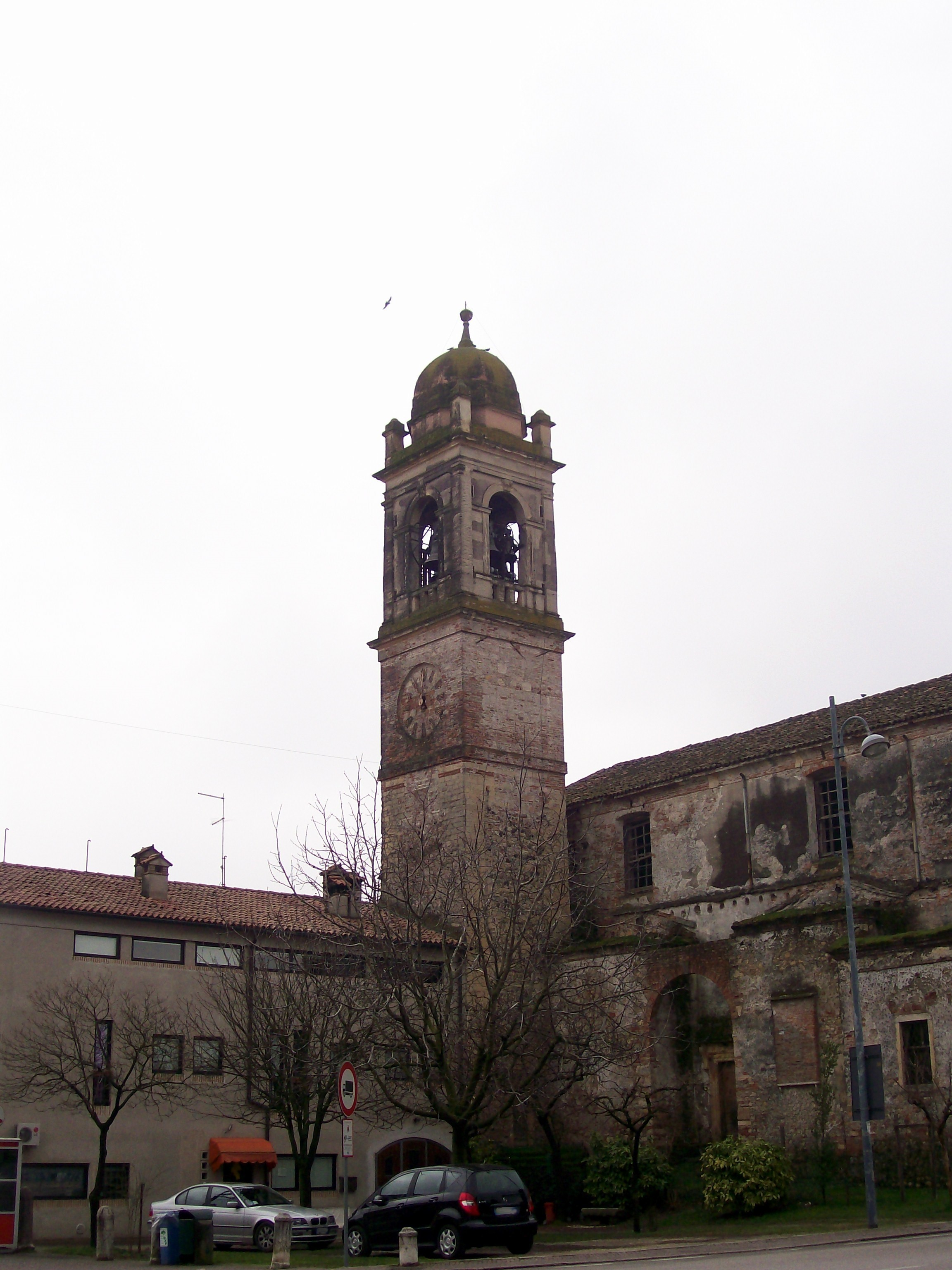
Il campanile

Il campanile è a base quadrata, con una cornice marcapiano che separa la parte inferiore da quella in cui era presente l’orologio sul lato settentrionale.
La cella campanaria presenta lesene agli angoli e una monofora con arco a tutto sesto per lato. Un tamburo ottagonale e coperto da un cupolino, mentre agli angoli sono presenti quattro pinnacoli.
Ancora oggi nella cella campanaria è presente un concerto di 5 campane in MI3 montate alla veronese ed elettrificate, ma attualmente ferme. Questi i dati del concerto:
1 – MI3 – diametro 1085 mm - peso 715 kg - Fusa nel 1860 da Cavadini di Verona
2 – FA#3 – diametro 980 mm - peso 507 kg - Fusa nel 1860 da Cavadini di Verona
3 – SOL#3 – diametro 875 mm – peso 363 kg - Fusa nel 1860 da Cavadini di Verona
4 – LA3 – diametro 820 mm - peso 298 kg - Fusa nel 1860 da Cavadini di Verona
5 – SI3 – diametro 720 mm - peso 206 kg - Fusa nel 1860 da Cavadini di Verona.